# Мотеруэлл
Мо́теруэлл (англ. Motherwell, гэльск. Tobar na Màthar, скотс Mitherwall) — город в Шотландии. Административный центр округа Норт-Ланаркшир.